# ریلا
ریلا (بلغاری: Рила) یک رشته‌کوه در جنوب غرب بلغارستان و بلندترین رشته‌کوه در منطقه بالکان است.
| داده‌های اقلیم قله مصلی            | داده‌های اقلیم قله مصلی | داده‌های اقلیم قله مصلی | داده‌های اقلیم قله مصلی | داده‌های اقلیم قله مصلی | داده‌های اقلیم قله مصلی | داده‌های اقلیم قله مصلی | داده‌های اقلیم قله مصلی | داده‌های اقلیم قله مصلی | داده‌های اقلیم قله مصلی | داده‌های اقلیم قله مصلی | داده‌های اقلیم قله مصلی | داده‌های اقلیم قله مصلی | داده‌های اقلیم قله مصلی |
| ماه                               | ژانویه                 | فوریه                  | مارس                   | آوریل                  | مه                     | ژوئن                   | ژوئیه                  | اوت                    | سپتامبر                | اکتبر                  | نوامبر                 | دسامبر                 | سال                    |
| --------------------------------- | ---------------------- | ---------------------- | ---------------------- | ---------------------- | ---------------------- | ---------------------- | ---------------------- | ---------------------- | ---------------------- | ---------------------- | ---------------------- | ---------------------- | ---------------------- |
| سابقهٔ بیش‌ترین °C (°F)             | ۷ (۴۵)                 | ۳٫۴ (۳۸)               | ۱۲٫۱ (۵۴)              | ۱۳٫۷ (۵۷)              | ۱۲٫۶ (۵۵)              | ۱۶٫۵ (۶۲)              | ۲۰٫۰ (۶۸)              | ۱۸٫۷ (۶۶)              | ۱۷ (۶۳)                | ۱۴ (۵۷)                | ۹٫۶ (۴۹)               | ۶٫۸ (۴۴)               | ۱۸٫۷ (۶۶)              |
| میانگین بیش‌ترین °C (°F)           | −۸٫۲ (۱۷)              | −۷٫۶ (۱۸)              | −۵٫۶ (۲۲)              | −۱٫۶ (۲۹)              | ۲٫۵ (۳۷)               | ۷٫۰ (۴۵)               | ۱۰٫۰ (۵۰)              | ۱۰٫۲ (۵۰)              | ۶٫۱ (۴۳)               | ۱٫۸ (۳۵)               | −۲٫۱ (۲۸)              | −۶٫۱ (۲۱)              | ۰٫۵ (۳۳)               |
| میانگین روزانه °C (°F)            | −۱۰٫۹ (۱۲)             | −۱۰٫۸ (۱۳)             | −۹٫۰ (۱۶)              | −۵٫۲ (۲۳)              | −۱٫۰ (۳۰)              | ۴٫۳ (۴۰)               | ۶٫۸ (۴۴)               | ۷٫۱ (۴۵)               | ۲٫۶ (۳۷)               | −۱٫۰ (۳۰)              | −۴٫۹ (۲۳)              | −۸٫۶ (۱۷)              | −۲٫۵ (۲۸)              |
| میانگین کم‌ترین °C (°F)            | −۱۳٫۸ (۷)              | −۱۳٫۶ (۸)              | −۱۱٫۶ (۱۱)             | −۷٫۸ (۱۸)              | −۳٫۴ (۲۶)              | ۱٫۵ (۳۵)               | ۳٫۶ (۳۸)               | ۴٫۱ (۳۹)               | ۰٫۲ (۳۲)               | −۳٫۶ (۲۶)              | −۷٫۳ (۱۹)              | −۱۱٫۰ (۱۲)             | −۵٫۲ (۲۳)              |
| سابقهٔ کم‌ترین °C (°F)              | −۳۰٫۶ (−۲۳)            | −۲۹٫۸ (−۲۲)            | −۲۶٫۸ (−۱۶)            | −۲۰٫۶ (−۵)             | −۱۵٫۶ (۴)              | −۱۲ (۱۰)               | −۸ (۱۸)                | −۹٫۸ (۱۴)              | −۱۴ (۷)                | −۱۷٫۵ (۱)              | −۲۷٫۴ (−۱۷)            | −۳۱٫۲ (−۲۴)            | −۳۱٫۲ (−۲۴)            |
| بارندگی میلی‌متر (اینچ)            | ۱۲۶ (۴٫۹۶)             | ۱۱۰ (۴٫۳۳)             | ۱۳۰ (۵٫۱۲)             | ۱۲۸ (۵٫۰۴)             | ۱۱۹ (۴٫۶۹)             | ۱۰۵ (۴٫۱۳)             | ۸۰ (۳٫۱۵)              | ۵۶ (۲٫۲)               | ۴۷ (۱٫۸۵)              | ۷۲ (۲٫۸۳)              | ۸۸ (۳٫۴۶)              | ۱۱۵ (۴٫۵۳)             | ۱٬۱۷۶ (۴۶٫۳)           |
| میانگین روزهای بارانی             | ۱                      | ۰                      | ۰                      | ۰                      | ۴                      | ۸                      | ۹                      | ۷                      | ۶                      | ۳                      | ۱                      | ۰                      | ۳۹                     |
| میانگین روزهای برفی               | ۱۳                     | ۱۴                     | ۱۷                     | ۱۸                     | ۱۴                     | ۵                      | ۲                      | ۱                      | ۴                      | ۸                      | ۱۳                     | ۱۵                     | ۱۲۴                    |
| میانگین روزانه ساعت‌های تابش آفتاب | ۱۱۴                    | ۱۱۲                    | ۱۴۰                    | ۱۲۷                    | ۱۶۸                    | ۱۸۱                    | ۲۵۰                    | ۲۵۰                    | ۱۸۲                    | ۱۶۹                    | ۱۲۸                    | ۱۰۴                    | ۱٬۹۲۵                  |
| منبع: Stringmeteo.com             |                        |                        |                        |                        |                        |                        |                        |                        |                        |                        |                        |                        |                        |